# Acreción de aerolitos

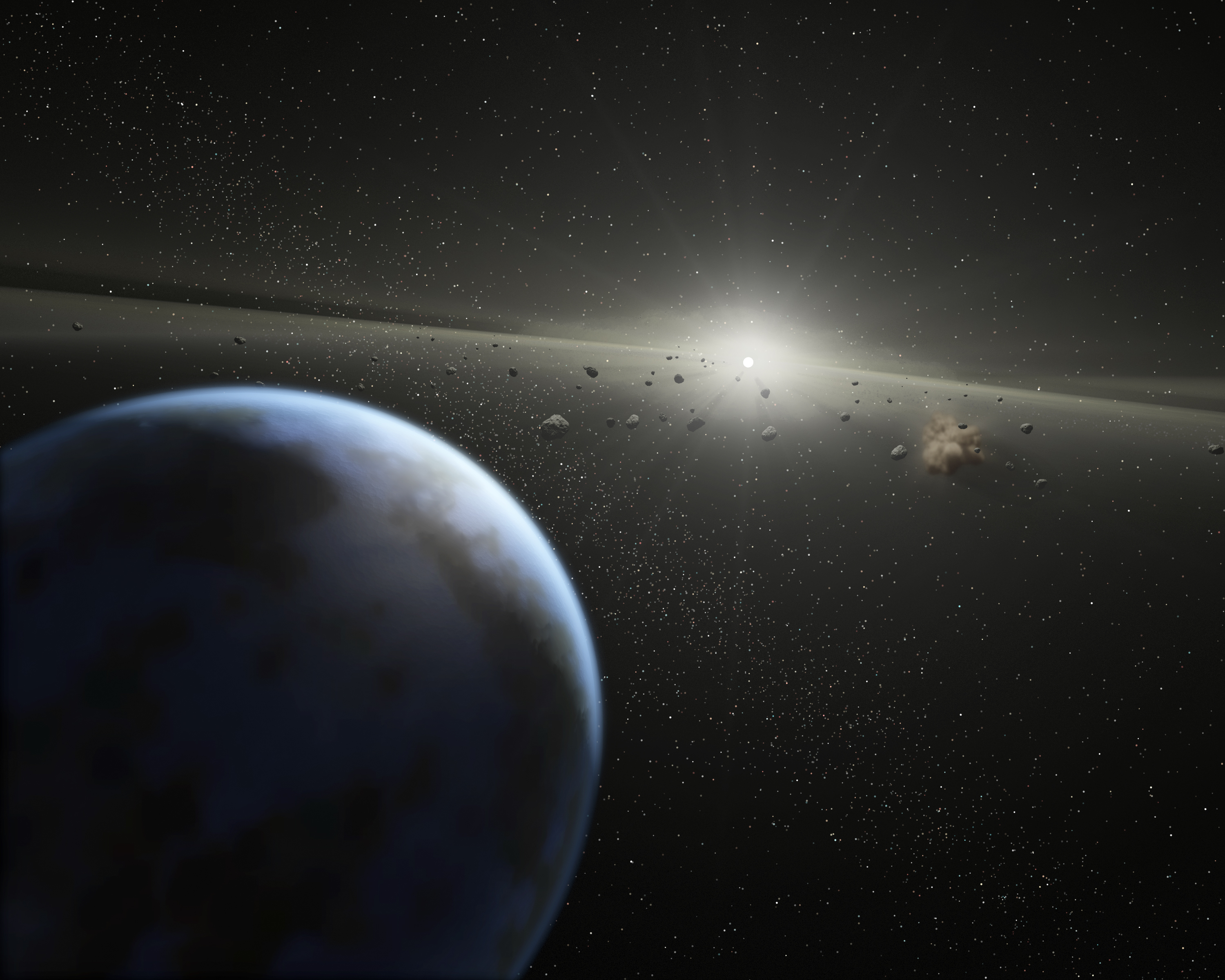
Recreación artística de un cinturón de asteroides

La acreción de aerolitos es un fenómeno espacial por el que se produce la agregación de objetos cuyos tamaños varían desde centímetros hasta varios metros de diámetro, formando planetesimales en un disco protoplanetario, efecto que se ve reforzado por la resistencia de frenado que ejercen estas partículas.
El rápido crecimiento de los planetesimales a través de la acreción de materiales permitió la formación de núcleos planetarios gigantes en el sistema solar exterior con anterioridad a la dispersión del disco de gas. Una reducción en el tamaño de los aerolitos al perder hielo de agua después de cruzar la línea de hielo y una densidad decreciente de gas con la distancia al Sol, redujeron la velocidad de acreción de aerolitos en el sistema solar interno, resultando en planetas terrestres más pequeños, una reducida masa de Marte y un cinturón de asteroides también de baja masa.

## Descripción
Los aerolitos con tamaños que varían desde cm hasta un metro de tamaño, se acumulan en un disco protoplanetario. Un disco protoplanetario está formado por una mezcla de gas y sólidos, incluidos polvo, guijarros, planetesimales y protoplanetas. El gas en un disco protoplanetario está soportado por la presión gravitatoria y, como resultado, orbita a una velocidad más lenta que los objetos grandes. El gas a su vez afecta a los movimientos de los sólidos, que varían de acuerdo con su tamaño. El polvo se mueve con el gas y los planetesimales más grandes orbitan sin verse afectados por el gas. Los guijarros son un caso intermedio, regido por las leyes de los fenómenos de arrastre que hacen que tiendan a asentarse hacia el plano central del disco, y que orbiten a una velocidad sub-kepleriana que se traduce en una deriva radial hacia la estrella central alrededor de la que orbitan. Los guijarros frecuentemente se encuentran con los planetesimales, como resultado de sus bajas velocidades y de su deriva hacia adentro. Si sus movimientos no se vieran afectados por el gas, los planetesimales acrecerían una pequeña fracción de guijarros, determinada por sus características gravitatorias y por la sección transversal de los planetesimales. El resto seguiría rutas hiperbólicas, acelerando hacia el plano planetario en su aproximación y decelerando a medida que retrocediesen. Sin embargo, el arrastre de los aerolitos crece a medida que aumentan sus velocidades, disminuyendo lo suficiente como para que se unan gravitacionalmente al planetesimal. Estos guijarros continúan perdiendo energía mientras orbitan alrededor del planetesimal, lo que hace que giren en espiral y se acaben acumulando en el planetesimal.
Pequeños planetesimales capturan guijarros que pasan a la deriva a la velocidad relativa del gas. Esos guijarros, con tiempos de detención similares al tiempo de Bondi del planetesimal, se acumulan dentro de su radio de Bondi, que se define como el grado expresado en radianes al que se desvía un objeto que se acerca a un planetesimal a la velocidad relativa del gas. El tiempo de parada es la escala de tiempo exponencial para la desaceleración de un objeto debida al arrastre del gas, y el tiempo de Bondi es el tiempo requerido para que un objeto cruce el radio de Bondi. Dado que el radio de Bondi y el tiempo de Bondi aumentan con el tamaño del planetesimal, y el tiempo de parada aumenta con el tamaño del guijarro, el tamaño óptimo del guijarro aumenta con el tamaño del planetesimal. Los objetos más pequeños, con proporciones entre su tiempo de parada y su tiempo de Bondi menores que 0.1, se extraen del flujo más allá del planetesimal y se agregan a partir de un radio más pequeño que disminuye con la raíz cuadrada de esta relación. Los guijarros más grandes y débilmente acoplados también se acumulan de manera menos eficiente debido a tres efectos gravitatorios con un radio acrecido que disminuye rápidamente entre las proporciones de 10 y 100. El radio de Bondi es proporcional a la masa del planetesimal, por lo que las tasas de crecimiento relativas son proporcionales a su masa al cuadrado, lo que resulta en un crecimiento descontrolado. La deflexión aerodinámica del gas alrededor del planetesimal reduce la eficiencia de la acumulación de guijarros, lo que resulta en una escala de tiempo de crecimiento máximo a unos 100 km.
Los planetesimales más grandes, por encima de una masa de transición aproximadamente como la de Ceres en el sistema solar interior y de Plutón en el sistema solar exterior, acretan guijarros con números de Stoke cerca de uno de sus radios de Hill. El número de Stokes en este contexto es el producto del tiempo de parada y de su frecuencia Kepleriana. Al igual que con los planetesimales pequeños, el radio a partir del cual se agregan los guijarros disminuye para tamaños de guijarros cada vez más pequeños. El tamaño de guijarro óptimo para grandes planetesimales se mide en cm, debido a una combinación del radio de acreción y de la velocidad de deriva radial de los guijarros. A medida que los objetos crecen, su acreción cambia de un carácter tridimensional, con acreción de parte del grosor del disco de guijarros, a bidimensional, con acreción del espesor total del disco de guijarros. La tasa de crecimiento relativa de la acreción bidimensional es proporcional a la masa(2/3), lo que conduce a un crecimiento jerarquizado y a la formación de cuerpos de tamaño similar. La acumulación de guijarros puede producir el doble de la masa de un núcleo concentrado en tan poco tiempo como 5500 años. Las escalas de tiempo para el crecimiento de los núcleos de los planetas gigantes se reducen en 2 o 3 órdenes de magnitud en relación con la acreción planetesimal. La influencia gravitacional de estos cuerpos masivos puede crear una brecha parcial en el disco de gas, alterando el gradiente de presión. La velocidad del gas se convierte en supra kepleriana fuera de la brecha, deteniendo la deriva hacia el interior de guijarros y deteniendo el proceso de acreción.

## Sistema solar exterior
Si la formación de guijarros es lenta, la baja tasa de acreción conduciría a la formación de unos cuantos planetas gigantes gaseosos en el sistema solar. La formación de los gigantes de gas es un problema de larga historia en el campo de las ciencias planetarias. La acreción de los núcleos de los planetas gigantes a través de la colisión y fusiones de planetesimales es lenta y puede ser difícil de completar antes de que el disco de gas se disipe, aunque la formación mediante la colisión de planetesimales podría lograrse dentro de la duración de la vida típica de un disco protoplanetario.) Los planetesimales más grandes pueden crecer mucho más rápido a través de la acreción de guijarros, pero si la formación o entrega de guijarros es rápida, se formarían numerosos planetas con la masa de la Tierra en lugar de unos pocos núcleos de planetas gigantes. En este supuesto, los objetos más grandes se acercarían a la masa de la Tierra: el radio desde el que se agregan los aerolitos está limitado por la esfera de Hill. Esto ralentiza su crecimiento en relación con sus vecinos (el crecimiento se vuelve oligárquico) y permite que muchos objetos acumulen masas similares de aerolitos. Sin embargo, si la formación o la entrega de aerolitos es de crecimiento lento, las escalas de tiempo se vuelven más largas que el tiempo requerido para la agitación gravitacional. Los planetesimales más grandes excitan entonces la inclinación orbital y la excentricidad de los planetesimales más pequeños. Sus órbitas inclinadas mantienen pequeños planetesimales fuera del estrecho disco de aerolitos durante la mayoría de sus órbitas, lo que limita su crecimiento. El período de crecimiento desbocado se extiende luego y el más grande los objetos pueden acumular una fracción considerable de los aerolitos y convertirse en núcleos de planetas gigantes. A medida que los núcleos crecen, algunos alcanzan masas suficientes como para crear espacios parciales en el disco de gas, alterando su gradiente de presión y bloqueando la deriva hacia adentro de los aerolitos. La acumulación de aerolitos se detiene y la envoltura de gas que rodea al núcleo se enfría y colapsa, lo que permite la rápida acumulación de gas y la formación de un gigante gaseoso. Los núcleos que no crecen lo suficiente como para despejar espacios en el disco de aerolitos solo pueden acumular pequeñas envolturas de gas y convertirse en gigantes helados. El rápido crecimiento a través de la acumulación de aerolitos permite que los núcleos crezcan lo suficiente como para acumular recubrimientos de gas que formen gigantes gaseosos, evitando su migración muy cercana a la estrella central. En simulaciones, los gigantes de gas frío como Júpiter y Saturno pueden formarse a través de la acumulación de aerolitos si sus embriones iniciales comenzaron a crecer más allá de las 20 UA. Esta formación distante ofrece una posible explicación para el alto contenido de gases nobles de Júpiter. Sin embargo, los modelos de formación específicos indican que es difícil conciliar el crecimiento a través de la acumulación de guijarros con la masa final y la composición de los gigantes de hielo del sistema solar, como Urano y Neptuno.

## Sistema solar interior
Los planetas terrestres pueden ser mucho más pequeños que los planetas gigantes debido a la sublimación del hielo de agua cuando los aerolitos cruzan la línea de hielo. La deriva radial de los aerolitos hace que crucen la línea de hielo, donde el hielo de agua se sublima, liberando partículas de silicatos. Los granos de silicato son menos adherentes que los granos helados, lo que provoca rebotes o fragmentaciones durante las colisiones y la formación de fragmentos más pequeños. Estas partículas más pequeñas se dispersan en un disco más grueso por la turbulencia de los gases. El flujo másico de sólidos que se desplazan a través de la región de la Tierra también se reduce a la mitad por la pérdida de hielo de agua. En combinación, estos dos factores reducen significativamente la velocidad a la que los planetesimales acumulan masa en el sistema solar interior en relación con el sistema solar exterior. Como resultado, los embriones planetarios de la masa lunar en el sistema solar interior solo pudieron crecer hasta alcanzar la masa de Marte, mientras que en el sistema solar externo pueden crecer hasta más de 10 veces la masa de la Tierra, formando los núcleos de los planetas gigantes. En cambio, comenzar el proceso con planetesimales formados a través de inestabilidades de flujo produce resultados similares en el sistema solar interior. En el cinturón de asteroides, los planetesimales más grandes crecen en embriones inducidos por Marte. Estos embriones agitan los planetesimales más pequeños, aumentando sus inclinaciones, lo que hace que abandonen el disco de asteroides. El crecimiento de estos planetesimales más pequeños se estanca en este punto, congelando su distribución de tamaño cerca de la del cinturón de asteroides actual. La variación de la eficiencia de acreción con el tamaño de guijarros durante este proceso da como resultado la clasificación por tamaños de las cóndrulas observadas en los meteoritos primitivos. En la zona terrestre, la acreción de guijarros desempeña un papel menor. Aquí el crecimiento se debe a una mezcla de aerolitos y acreción planetesimal hasta que se forme una configuración oligárquica de embriones aislados de forma lunar. El crecimiento continuo debido a la acumulación de cóndrulos de deriva hacia adentro aumenta la masa de estos embriones hasta que sus órbitas se desestabilizan, lo que genera impactos gigantescos entre los embriones y la formación de embriones del tamaño de Marte. El corte de la deriva interna de guijarros helados para la formación de Júpiter antes de que la línea de hielo se trasladara a la región terrestre, limitaría la fracción de agua de los planetas formados a partir de estos embriones.
La pequeña masa de Marte y el cinturón de asteroides de baja masa, puede ser el resultado de que la acreción de guijarros se vuelva menos eficiente a medida que disminuye la densidad del gas en el disco protoplanetario. Se cree que el disco protoplanetario del que se formó el sistema solar tuvo un densidad superficial que disminuyó con la distancia desde el Sol, con un grosor creciente con la distancia al Sol. Como resultado, la densidad del gas y la resistencia aerodinámica que experimentan los aerolitos incluidos en el disco habría disminuido significativamente con la distancia. Si los aerolitos eran grandes, la eficiencia de su acumulación disminuiría con la distancia al Sol, ya que el arrastre aerodinámico se vuelve demasiado débil para capturar los guijarros durante los encuentros con los objetos más grandes. Un objeto que crece rápidamente a la distancia orbital de la Tierra, solo incrementaría su tamaño lentamente en la órbita de Marte, y muy poco en el cinturón de asteroides. La formación del núcleo de Júpiter también podría reducir la masa del cinturón de asteroides, al crear un espacio en el disco de aerolitos y detener la deriva hacia el interior de asteroides desde más allá de la línea de hielo. Los objetos en el cinturón de asteroides serían privados de materiales granulares, mientras que los objetos en la región terrestre continuaron acrecentando rocas que se desplazaron desde la región de los asteroides.